# HMS Adamant (1780)
Pour les autres navires du même nom, voir HMS Adamant.
Le HMS Adamant est un navire de guerre de classe Portland construit pour la Royal Navy.
Le navire sert pendant les guerres d'indépendance des États-Unis, de la Révolution française et napoléoniennes.